# 情報爆発
情報爆発（じょうほうばくはつ、英：Information explosion）は、急速に増加する出版化された情報や、その豊富なデータの影響を表現した言葉である。利用可能なデータの量が増大するにつれて、情報を管理する事はより一層難しくなる問題があり、情報オーバーロードもしくは情報疲労に導くことがある。しかし、過剰な電子情報の知識を集めるテクニック（データ融合がデータマイニングを助ける例など）は1970年代から存在していた。

## 例
2005年8月の時点で、7,000万以上の Webサーバがある。
Technoratiによれば、2007年2月の時点でだいたい6,600万のブログがある。